# Cayo Walker
El Cayo Walker o el Cayo de Walker (en inglés: Walker's Cay) es una isla situada en la punta de las islas Ábaco en las Bahamas, popular para la pesca deportiva y el buceo. 
Cayo Walker es la isla situada más al norte en todas las Bahamas.
El área marina de Cayo Walker fue declarada parque nacional en 2002.